# Franco Cucinotta
Franco Cucinotta (ur. 22 czerwca 1952 w Novara di Sicilia) – włoski piłkarz, grający na pozycji napastnika.

## Kariera piłkarska
Urodzony w Novara di Sicilia w 1952, Cucinotta dorastał w Montreux w Szwajcarii, mieście, do którego jego rodzina wyemigrowała za pracą w 1960. Piłkę nożną trenował w młodzieżowych drużynach Montreux-Sports. Zadebiutował w pierwszej lidze szwajcarskiej w 1970 w szeregach FC Lausanne-Sport, a następnie przeniósł się do FC Sion, grając w obu zespołach jako amator.
W 1976 podpisał pierwszy zawodowy kontrakt, w wieku 24 lat, w szeregach FC Zürich świeżego mistrza Szwajcarii, który kupił go za 250 000 CHF. Jego pierwszy sezon okazał się najlepszym w karierze. Cucinotta był najlepszym strzelcem ligi z 28 golami, a na arenie międzynarodowej dotarł do półfinału Pucharu Mistrzów 1976/77, w którym jego zespół został wyeliminowany w dwumeczu 1:6 przez Liverpool. Również te rozgrywkach ukończył jako najlepszy strzelec z 5 bramkami, wspólnie z Gerdem Müllerem.
Pod koniec sezonu 1976/77 zawodnikiem z interesowały się kluby z włoskiej Serie B, jednak ówczesne przepisy nie pozwoliły na ten transfer ze względu na brak gry Cucinotty w niższych szczeblach ligowych w ojczyźnie. Niemniej jednak Cucinotta nie przyjął obywatelstwa szwajcarskiego, dzięki któremu mógł grać na arenie międzynarodowej ze szwajcarską drużyną narodową, właśnie po to, aby móc swobodnie wrócić do Włoch, gdy ponownie zezwolono na rejestrację zawodników spoza Włoch lub zawodników z federacji spoza Włoch.
W 1978 przeniósł się następnie do FC Chiasso, który kupił go w Zurychu za 400 000 franków. Po sezonie dołączył do Servette, gdzie spędził dwa sezony, zanim powrócił w 1981 do FC Sion. Karierę zakończył w 1985 roku.

## Sukcesy
FC Sion
- Puchar Szwajcarii (1): 1981/82

FC Zürich
- Król strzelców Pucharu Europy (1): 1976/77 (5 bramek) - ex-aequo z Gerdem Müllerem
- Król strzelców Swiss Super League (1): 1976/77 (28 bramek)

Servette
- Swiss League Cup (1): 1979/80